# Jacqueline Fernandez
Jacqueline Fernandez (Colombo, 11 agosto 1985) è un'attrice e modella singalese, che appare nei film di Bollywood.
Fernandez è una modella e regina di bellezza che ha vinto Miss Sri Lanka 2006. Ha ricevuto un Academy Award Indiana Internazionale del Cinema e Stardust Award per il miglior debutto femminile nel 2010 per il suo ruolo in Aladin. Ha fatto comparse in film tra cui Ramaiya Vastavaiya in una canzone con il regista del film stesso.

## Filmografia parziale
- Brothers (2015)
- 2016
- Baaghi 2 (item number Ek Do Teen) (2018)